# Famille Boutakov
 (mai 2021).

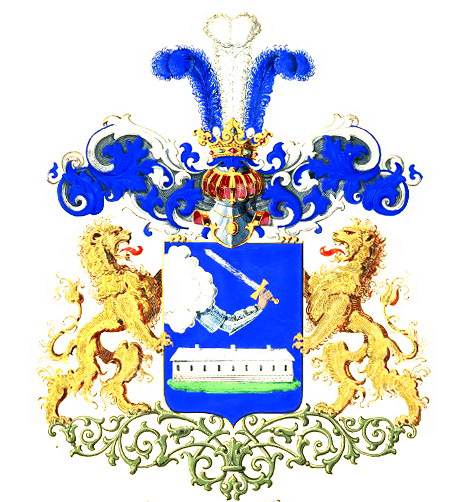
Armoiries.

Le nom de famille Boutakov (Бутаков) est porté par deux familles de la noblesse russe ancienne.
La première descend de Mikhaïl Fiodorovitch Boutakov seigneur local en 1649 inscrit dans la VIe partie du Livre généalogique de la noblesse du gouvernement de Novgorod.
La seconde a pour ancêtre Piotr Boutakov père de deux fils, Kazarine et Ivan, qui vivent dans la seconde moitié du XVIIe siècle. Cette famille est inscrite par l'assemblée de la noblesse dans la VIe partie du Livre généalogique de la noblesse du  gouvernement de Kostroma.

## Armes
Dans un bouclier azur, un bras en armure d'acier émergeant du côté droit des nuages d'argent, tenant une épée d'argent avec une poignée dorée. En dessous, sur l'herbe verte, se trouve un bâtiment de caserne en argent.
Le bouclier est couronné d'un casque couronné. Crête: trois plumes d'autruche: milieu - argent, extérieur - azur. Lambrequins: azur, entouré d'argent. Porte-boucliers: deux lions dorés aux yeux et aux langues écarlates.
Les armoiries de ces familles nobles ont été enregistrées dans la partie XVI des Armoiries générales des familles nobles de l'Empire russe, page 24.

## Personnalités
- Alexandre Grigorievitch Boutakov (1861-1917) — contre-amiral, fils de l'amiral G. I. Boutakov.
- Alexandre Mikhaïlovitch Boutakov (1851-1936), général, écrivain militaire
- Alexandre Nikolaïevitch Boutakov (1779-1845), général-major, écrivain
- Alexeï Ivanovitch Boutakov (1816-1869), contre-amiral, explorateur de la mer d'Aral
- Grigori Ivanovitch Boutakov (1820-1882), amiral, explorateur de la mer Noire
- Grigori Ivanovitch Boutakov (1873-1960), commandant du croiseur Aurora
- Ivan Ivanovitch Boutakov (1822-1882), contre-amiral
- Ivan Nikolaïevitch Boutakov (1776-1865), contre-amiral, père de cinq officiers de marine
- Vladimir Ivanovitch Boutakov (1830-1894), contre-amiral

## Pour approfondir